# Herpystis
Herpystis es un género de polillas tortrícidas perteneciente a la tribu Eucosmini, de la subfamilia Olethreutinae, orden Lepidoptera. Fue descrito por Edward Meyrick en 1911.

## Especies
- Herpystis assimulatana Kuznetzov, 1997
- Herpystis avida Meyrick, 1911
- Herpystis cuscutae Bradley, 1968
- Herpystis esson Razowski, 2013
- Herpystis iodryas Meyrick in Caradja y Meyrick, 1937
- Herpystis isolata Razowski, 2013
- Herpystis jejuna Meyrick, 1916
- Herpystis maurodicha Clarke, 1976
- Herpystis mica Kuznetzov, 1988
- Herpystis mimica Clarke, 1976
- Herpystis pallidula Meyrick, 1912
- Herpystis rusticula Meyrick, 1911
- Herpystis theodora Clarke, 1976
- Herpystis tinctoria Meyrick, 1916